# Аль-Хор (футбольный клуб)
«Аль-Хор» (араб. نادي الخور الرياضي‎ ) — катарский футбольный клуб из пригорода Дохи под названием Эль-Хаур. Основан в 1961 году. В настоящее время выступает в Втором дивизионе Катара. Домашние матчи проводит на стадионе «Аль-Хор», вмещающем 20 000 зрителей. Цвета клуба — бело-синие.

## История
Клуб был основан в 1951 году, однако профессиональный статус получил только через 10 лет. В 1962 году клуб объединился с клубом Аль-Джиль, а в 1964 году — с клубом Нахди аль-Асвад. 10 июня 1965 года «Аль-Хор» присоединился к Футбольной ассоциации Катара и тогда назывался Аль-Таавун.
В 2004 году, по приказу Олимпийского комитета Катара, клуб переименовали в Аль-Хор.

## Достижения
Второй дивизион Катара
- Победитель (1): 1983

Кубок Наследного принца Катара
- Обладатель (1): 2005

Кубок шейха Яссима
- Обладатель (1): 2002

## Тренеры
- Ладислас Лозано (2002—2003)
- Рене Симоэш (2003)
- Жан-Поль Рабье (2006—2008)
- Бертран Маршан (2008—2010)
- Ален Перрен (2010—2012)
- Ласло Бёлёни (2012—2015)
- Жан Фернандес (2015—2017)
- Лоран Банид (2017)
- Насиф Беяуи (2017—2018)
- Адель Селлими (2018)
- Бернар Казони (2018—2019)
- Омар Наджи (2019—2020)
- Фредерик Антц (2020—2021)
- Винфрид Шефер (2021)